# Gözde Kırdar
Gözde Kırdar o Gözde Kırdar Sonsırma, amb el cognom matrimonial (Kütahya, 26 de juny de 1985) és una jugadora de voleibol turca. És la germana bessona de Özge Kırdar (Çemberci), també jugadora de voleibol. Escollida "millor jugadora en equip 2016 d'Europa", Gözde Kırdar juga al club esportiu turc VakıfBank SK. També va participar en els Jocs Olímpics d'Estiu de 2012 a Londres, com membre de la selecció nacional turca.
El seu marit, Onur Sonsırma (n. 22 de febrer de 1985) és un jugador de bàsquet.